# モーレス
モーレス（イタリア語: Mores）は、イタリア共和国サルデーニャ州サッサリ県にある、人口約1,900人の基礎自治体（コムーネ）。

## 地理

### 位置・広がり

#### 隣接コムーネ
隣接するコムーネは以下の通り。
- アルダラ
- ボンナーナロ
- ボノルヴァ
- イッティレッドゥ
- オツィエーリ
- シーリゴ
- トッラルバ

## 姉妹都市
- サンタ・ジュレッタ、イタリア